# NeXTSTEP
NeXTSTEP là một hệ điều hành đa nhiệm đã ngừng hoạt động, dựa trên kernel Mach và BSD bắt nguồn từ UNIX. Nó được phát triển bởi NeXT Computer vào cuối những năm 1980 và đầu những năm 1990. Ban đầu hệ điều hành này được sử dụng cho dòng máy tính trạm độc quyền của họ như NeXTcube. Mặc dù không thành công, nhưng nó đã thu hút sự quan tâm của các nhà khoa học máy tính và các nhà nghiên cứu.
Vào năm 1996, Apple Computer đã mua lại NeXT. Apple, cần phát hành phiên bản kế nhiệm của hệ điều hành Mac OS cổ điển, đã hợp nhất NeXTSTEP và OpenStep với môi trường người dùng của Apple để tạo ra Mac OS X, sau này được đổi tên thành macOS. Tất cả các nền tảng tiếp theo của Apple, bao gồm iOS, đều sử dụng hệ điều hành này làm nền tảng.